# Atlantic Beach (Caroline du Nord)
Pour les articles homonymes, voir Atlantic Beach.
Atlantic Beach est une ville du comté de Carteret, dans l'État de Caroline du Nord, aux États-Unis. Elle est localisée sur Bogue Banks, dans les Outer Banks. Sa superficie est de 6,1 km2 et sa population était de 1 781 habitants en 2000.

## Démographie
| 1950 | 1960 | 1970 | 1980 | 1990  | 2000  |
| ---- | ---- | ---- | ---- | ----- | ----- |
| 49   | 76   | 300  | 941  | 1 938 | 1 781 |

| 2010  | - | - | - | - | - |
| ----- | - | - | - | - | - |
| 1 495 | - | - | - | - | - |